# Amazonit

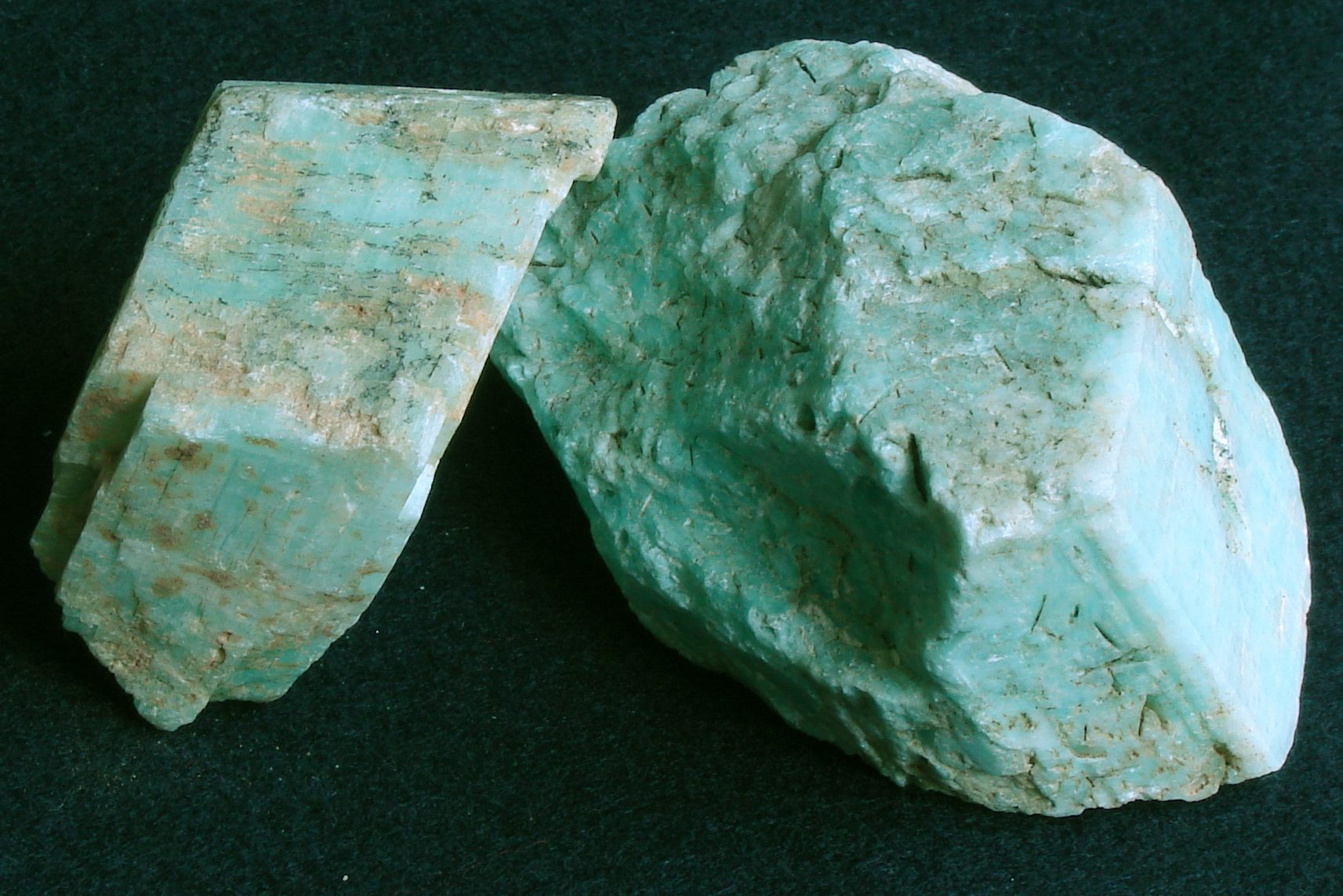
Amazonit-Rohsteine aus Brasilien

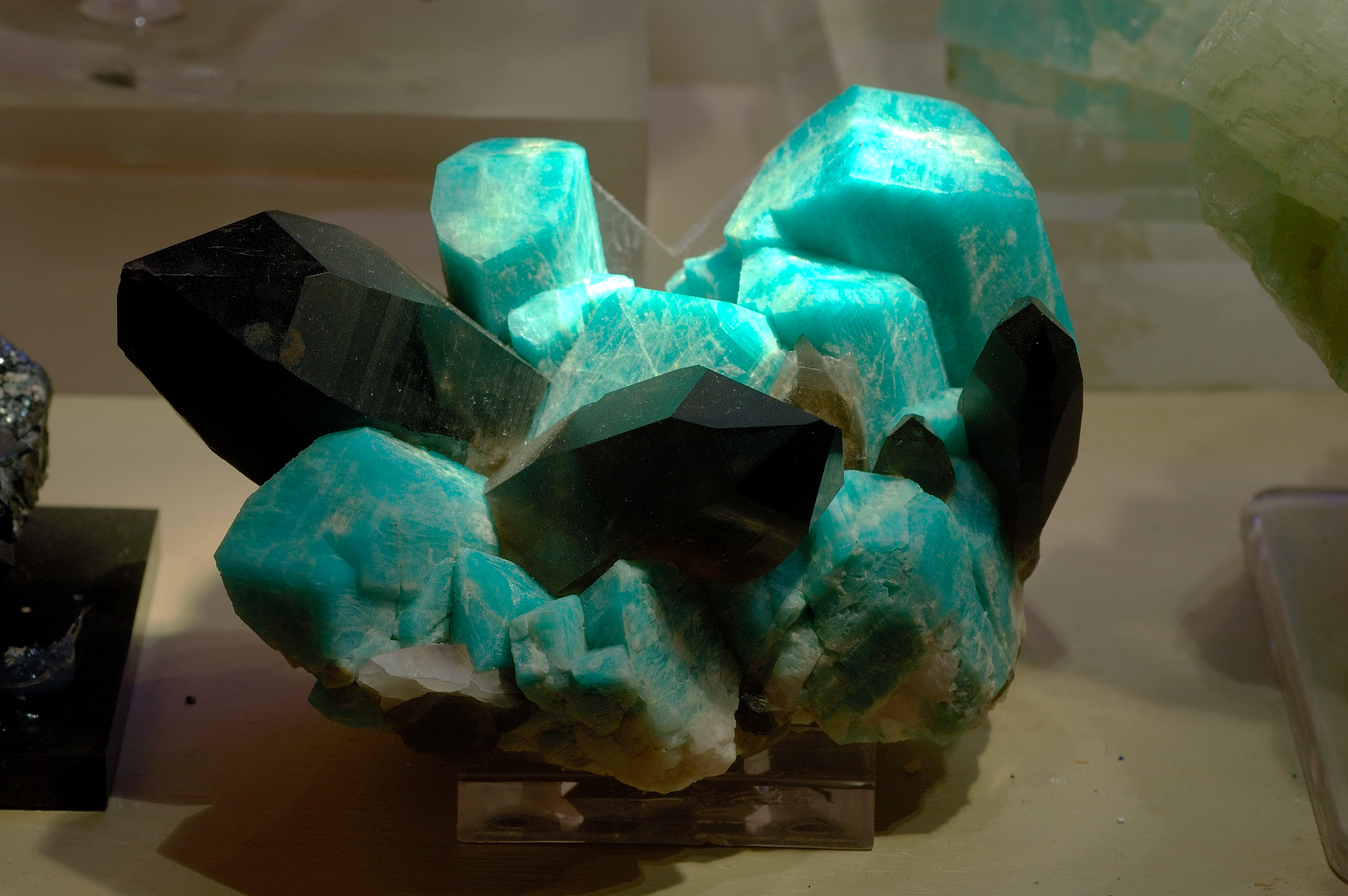
Amazonit mit Rauchquarz

Amazonit, auch Amazonenstein genannt, ist eine hell- bis dunkelgrüne Varietät des Minerals Mikroklin. Seine chemische Formel entspricht der von Mikroklin (K[AlSi3O8]), enthält jedoch zusätzlich geringe Fremdbeimengungen von Blei, welches auch für die Farbe verantwortlich ist. Als Teil der Feldspate gehört Amazonit zu den am häufigsten vorkommenden Mineralen auf der Erde.
Amazonit kristallisiert wie Mikroklin im triklinen Kristallsystem und entwickelt meist zentimeter- bis dezimetergroße, prismatische Kristalle sowie Zwillinge nach dem Albit- und Periklin-Gesetz.
Amazonit wird ausschließlich zu Schmucksteinen und kunstgewerblichen Objekten verarbeitet. Eine Ausnahme bildet der in Chittor in Indien vorkommende Amazonit-Granit namens „Monsun“, der im exklusiven Innenausbau Einsatz findet.

## Etymologie und Geschichte
Bereits im Alten Ägypten wurde Amazonit zu Schmuckstücken verarbeitet. Später leiteten Wissenschaftler den Namen vom Fluss Amazonas ab, wo er jedoch bisher nicht gefunden wurde.
Alexander von Humboldt (1769–1859) berichtete im Gegensatz dazu von einem Indianerstamm, der am Rio Negro lebte und Amulette aus Amazonit trug. Diese sollten angeblich aus einem Land stammen, in dem die Frauen ohne Männer lebten (Amazonen).

## Eigenschaften
Die Mohshärte von Amazonit entspricht der von Mikroklin (6 bis 6,5). Ebenso zeigen beide einen glasähnlichen Glanz auf den Oberflächen. Amazonit ist allerdings meist weniger transparent, sondern eher durchscheinend bis undurchsichtig. Die Dichte ist mit 2,56 bis 2,59 g/cm3 etwas höher als die von Mikroklin (2,54 bis 2,57 g/cm3). Lichtbrechung beträgt 1,522 bis 1,530.

## Varietäten
Da Mikroklin zusammen mit Orthoklas, Sanidin und Albit als Endglied eine Mischreihe bildet, ist man mittlerweile dazu übergegangen, alle blauen bis grünen, bleihaltigen Varietäten der betreffenden Minerale mit dem Zusatz Amazonit zu belegen. Amazonit muss also dementsprechend als Sammelbezeichnung für die Varietäten Mikroklin-Amazonit, Orthoklas-Amazonit, Albit-Amazonit und die verschiedenen Plagioklas-Amazonite angesehen werden.

## Bildung und Fundorte
Amazonit bildet sich magmatisch im Granit, im Syenit und auch Pegmatit.
Fundstellen liegen beispielsweise in Crystal Peak, Colorado in den USA, Brasilien, Indien, Madagaskar und Norwegen.

## Verwendung als Schmuckstein

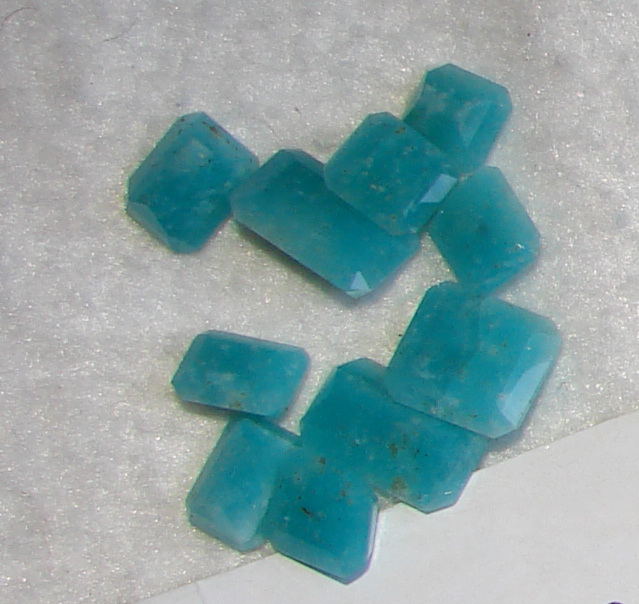
Amazonit in verschiedenen Tafelschliffen

Amazonit erhält für Schmuckstücke meist den sogenannten Tafelschliff oder Cabochon-Schliff, wird aber auch in Kugelform zu Halsketten sowie zu kunstgewerblichen Gegenständen (z. B. Skulpturen) verarbeitet. Wegen seiner strukturbedingten guten Spaltbarkeit ist er jedoch sehr druckempfindlich und lässt sich nur schwer einfassen.
Aufgrund der farblichen Ähnlichkeit kann Amazonit mit Chrysopras, grüner Jade, grünlichen Mineralen und -varietäten der Serpentingruppe sowie Türkis verwechselt werden.